# Otáez
Otáez es una localidad del estado mexicano de Durango. Es la cabecera del municipio de Otáez.

## Demografía
| Gráfica de evolución demográfica |
|                                  |

| Censo | Población |
| ----- | --------- |
| 1900  | 398       |
| 1910  | 382       |
| 1921  | 370       |
| 1930  | 396       |
| 1940  | 339       |
| 1950  | 463       |
| 1960  | 549       |
| 1970  | 460       |
| 1980  | 699       |
| 1990  | 712       |
| 2000  | 802       |
| 2010  | 871       |
| 2020  | 900       |